# ロジャーズ・コミュニケーションズ
ロジャーズ・コミュニケーションズ（Rogers Communications、NYSE: RCI）はカナダの大手通信企業である。特に携帯電話事業、ケーブルテレビ、その他の通信、マスメディアの分野で事業を展開している。本社はオンタリオ州トロント。

## 概要
1925年に世界初の交流無線真空管を発明したエドワード・サミュエル・ロジャーズ・シニア（テッド・ロジャーズ）によって「スタンダード・ラジオ製造有限会社（Standard Radio Manufacturing Corporation Limited）」（その後、「ロジャーズ・マジェスティック有限会社」「ロジャーズ真空管会社」などに改称）として創業され、現在は電気通信（固定電話・インターネット）、ケーブルテレビ、携帯電話等の事業を行っている。競合会社としては同様の事業を展開しているベル・カナダが挙げられ、特に東部および中部カナダにおいて競争が激しい。その他、携帯電話事業でテラス (Telus)と、ケーブルテレビ事業でスターチョイス（Star Choice）と全国的に競合している。携帯電話サービスではカナダ国内で最多の加入者数（約700万契約）を持つ。
2000年にはトロント・ブルージェイズを買収した。また2004年にはその本拠地であるスカイドームもロジャーズに買収され、2005年にロジャーズ・センターと名称変更された。

## 主なグループ企業

### ケーブルテレビおよび電気通信事業
- ロジャーズ・ケーブル：オンタリオ州南部、ニューブランズウィック州、ニューファンドランド・ラブラドール州で約230万世帯が加入しているカナダ最大のケーブルテレビ事業主。
- ロジャーズ・テレコム：IVoIP技術を使用し家庭用インターネット電話（IP電話）事業をカナダ全国で展開している。

### 無線通信事業
- ロジャーズ・ワイヤレス：ロジャーズとファイド（英語版）（Fido）の両ブランドで展開しているカナダ最大の無線通信事業主。カナダ国内で唯一、GSM方式を採用。710万人の携帯電話加入者がいる。

### メディア事業
- ロジャーズ・メディア：カナダ最大の出版会社「ロジャーズ出版（Rogers Publishing Limited）」、70以上の刊行物、51局の放送局を傘下に持つ。
  - OMNIテレビジョン
  - ロジャーズ・スポーツネット
  - ロジャーズ・テレビジョン
  - テレビジョン・ロジャーズ（フランス語）
- ロジャーズ・センター
- ロジャーズ・アリーナ
- トロント・ブルージェイズ